# 바바라 파킨스

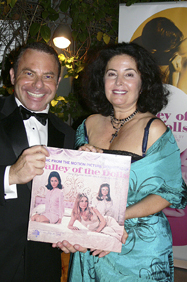

바버라 파킨스(Barbara Parkins, 1942년 5월 22일 ~ )는 캐나다의 배우, 모델이다.
밴쿠버에서 태어났다.

## 출연 작품
- 헐리웃과 맞장뜨기: 호주 B무비의 세계 (2008년)
- 원초적 살인 (1984년)
- 윈저공을 잡아라 (1984년)
- 언커먼 밸러 (1983년)
- 빙하 전선 (1979년)
- 샤우트 (1976년)
- 악마의 왈츠 (1971년) - 록샌 역
- 파리는 안개에 젖어 (1971년)
- 허리케인 작전 (1970, Puppet on a Chain)
- 크렘린 레터 (1970년)
- 인형의 계곡 (1967년)

### 텔레비전
- 페이튼 플레이스 - TV 시리즈 (1964년)